# Eksponent matrike
Eksponent matrike je matrična funkcija, ki se izvaja nad kvadratnimi matrikami. Funkcija je podobna kot običajna naravna eksponentna funkcija. Če je {\displaystyle X\,} realna ali kompleksna matrika z razsežnostjo {\displaystyle n\times n\,}, potem njeno naravno eksponentno matriko označujemo z {\displaystyle e^{X}\,} ali {\displaystyle \exp(X)\,} in je enaka 
{\displaystyle e^{\mathbf {X} }=\sum _{k=0}^{\infty }{1 \over k!}\mathbf {X} ^{k}\,}.

## Značilnosti
Če sta {\displaystyle X\,} in {\displaystyle Y\,} kompleksni matriki z razsežnostjo {\displaystyle n\times n\,} in sta {\displaystyle a\,} in {\displaystyle b\,} poljubni kompleksni števili, potem ima vrednost eksponenta matrike, naslednje lastnosti ({\displaystyle I\,} je enotska matrika):
- e0 = I.
- eaX ebX = e(a + b)X.
- eXe−X = I.
- če je XY = YX potem je eXeY = eYeX = e(X + Y).
- Če je Y obrnljiva potem je eYXY−1 = Y eXY−1.
- exp(XT) = (exp X)T, kjer XT pomeni transponirana matrika matrike X. Iz tega sledi, da je takrat, ko je  X simetrična tudi eX simetrična in, če je X poševnosimetrična potem je eX ortogonalna.
- exp(X*) = (exp X)*, kjer pa X* pomeni konjugirano transponirano matriko matrike X.  Iz tega sledi, da je takrat, ko je  X Hermitska matrika tudi eX Hermitska matrika in, če je X poševnohermitska matrika (antihermitska), potem je eX unitarna matrika.

## Določanje vrednosti matričnih eksponentov
V nadaljevanju je podanih nekaj načinov določanja vrednosti eksponentov matrik:

### Diagonalna matrika
Kadar je matrika diagonalna
{\displaystyle A={\begin{bmatrix}a_{1}&0&\ldots &0\\0&a_{2}&\ldots &0\\\vdots &\vdots &\ddots &\vdots \\0&0&\ldots &a_{n}\end{bmatrix}},} izračunamo vrednost njenega eksponenta tako, da izračunamo eksponent vsakega elementa na glavni diagonali
{\displaystyle e^{A}={\begin{bmatrix}e^{a_{1}}&0&\ldots &0\\0&e^{a_{2}}&\ldots &0\\\vdots &\vdots &\ddots &\vdots \\0&0&\ldots &e^{a_{n}}\end{bmatrix}}.}
To omogoča , da določimo vrednost eksponenta diagonalizabilne matrike. Kadar je matrika {\displaystyle A\,} takšna, da velja {\displaystyle A=UDU^{-1}\,} in je {\displaystyle D\,} diagonalna matrika, potem velja {\displaystyle e^{A}=Ue^{D}Ue^{-1}\,}.

### Nilpotentnost
Matrika {\displaystyle N\,} je nilpotentna, če velja {\displaystyle N^{q}=0\,} za poljubno celo število {\displaystyle q\,}. V tem primeru lahko izračunamo eksponent matrike neposredno iz razvoja v vrsto, ker se vrsta konča po končnem številu členov 
{\displaystyle e^{N}=I+N+{\frac {1}{2}}N^{2}+{\frac {1}{6}}N^{3}+\cdots +{\frac {1}{(q-1)!}}N^{q-1}.}.

## Uporaba

### V linearnih diferencialnih enačbah
Eksponent matrike lahko uporabljamo v sistemih linearnih diferencialnih enačb. Običajna oblika linearne diferencialne enačbe
{\displaystyle \mathbf {y} '=C\mathbf {y} }
ima rešitev eCty(0).
Če vzamemo vektor 
{\displaystyle \mathbf {y} (t)={\begin{bmatrix}y_{1}(t)\\\vdots \\y_{n}(t)\end{bmatrix}}}
potem lahko napišemo linearno diferencialno enačbo kot
{\displaystyle \mathbf {y} '(t)=A\mathbf {y} (t)+\mathbf {b} (t).}.
To nam pa da 
{\displaystyle e^{-At}\mathbf {y} '-e^{-At}A\mathbf {y} =e^{-At}\mathbf {b} }
{\displaystyle e^{-At}\mathbf {y} '-Ae^{-At}\mathbf {y} =e^{-At}\mathbf {b} }
{\displaystyle {\frac {d}{dt}}(e^{-At}\mathbf {y} )=e^{-At}\mathbf {b} .}